# Ungod (Band)
Ungod ist eine deutsche Extreme-Metal-Band.

## Geschichte
Die Band wurde im Winter 1991 gegründet. 1992 spielte sie die Demoaufnahme Magicus Tallis Damnatio ein. Nach den Aufnahmen verließ Schlagzeuger Condemptor Ungod. The Unsane von der niederländischen Band Bestial Summoning veröffentlichte eine Kritik zu dieser Veröffentlichung in seinem Fanzine und fragte die Band nach einigen Briefwechseln und dem Tausch von Kassetten, ob sie ein Album über seine neue Plattenfirma H.S.B. Records veröffentlichen wolle. Diese nahm sein Angebot an und nahm im Juni/Juli 1993 acht Lieder für ihr Debütalbum Circle of the Seven Infernal Pacts mit dem Gastschlagzeuger The Unknown auf; das Album erschien Ende 1993 auf LP in einer Auflage von 500 Exemplaren und war nach kurzer Zeit ausverkauft. Aufgrund der finanziellen Probleme von H.S.B. Records übernahm die deutsche Plattenfirma Merciless Records die Veröffentlichung der CD-Version.
Nach der Veröffentlichung hatte die Band oftmals Besetzungsprobleme. 1995 veröffentlichte sie Split-EPs mit Desaster und Cabal über Merciless Records. Nachdem sie neue Mitglieder aufgenommen hatte, spielte sie die EP Conquering What Once Was Ours ein, die im Herbst 1995 über die belgische Plattenfirma Wood Nymph Records veröffentlicht wurde und im Black-Metal-Untergrund Kultstatus erlangte. 1998 veröffentlichte die Band eine Split-EP mit Sadistic Intent über Merciless Records und löste sich aus persönlichen Gründen auf.
2002 wurden die Demoaufnahmen von Ungod und Baxaxaxa, einem Nebenprojekt von Ungod-, Altar- und Cabal-Mitgliedern, auf der Split-EP Magicus Talli Damnatio/Hellfire wiederveröffentlicht.
2008 kündigte die Band die Wiederveröffentlichung der EP Conquering What Once Was Ours auf Vinyl und CD, neue T-Shirts und im Juni/Juli 2008 ihre Rückkehr an, Ende 2008 wurde Conquering What Once Was Ours über Kneel Before the Master’s Throne Records mit Bonustiteln und neuer Gestaltung durch Chris „Thorncross“ Moyen wiederveröffentlicht. Im April 2009 folgte die EP Ungod. Im Juli 2009 schloss Cryptic Tormentor sich Ungod als zweiter Gitarrist an. Im Juli/August 2009 erschien außerdem eine Split-EP mit Mort. 2009 wurde Sänger Infamist of Tumulus aus der Band geworfen und durch Infernal Molester ersetzt. Seitdem erschienen eine weitere EP, zwei Alben, eine Kompilation und Split-Veröffentlichungen mit Mort, Vestal Claret, Protector, Morbosidad und Varathron.

## Stil
Zu Ungods Einflüssen gehörten anfangs Black-Metal-Pioniere wie Venom, Bathory, Sodom, Sarcófago und Destruction sowie zeitgenössische Untergrund-Bands wie Samael, Necromantia und Rotting Christ. Die Band wollte den Geist des alten Metal zurückbringen, der durch „dumme Trends und Crossover-Mentalität“ verlorengegangen sei. Götz Kühnemund vom Rock Hard zählt Ungod „zu den ungeschliffensten, kompromisslosesten Black-Metal-Bands, [sie] waren aber keine musikalischen Chaoten. Unter der rohen Gewalt der Songs liegen ein paar gute Ideen, die das geschulte Underground-Ohr schnell entdeckt.“
Auf der EP Conquering What Once Was Ours enthielt die Musik mehr Heavy-Metal-Passagen und war stärker auf mittlerem Tempo basiert.
Während die Musik auf dem Debütalbum Circle of the Seven Infernal Pacts als „Black Apocalyptic Metal“ bezeichnet wurde, verwendet sie heute die Selbstbezeichnung „Ancient Extreme Metal“ oder „Old School Extreme Metal“. Da die Mitglieder keine Satanisten sind, hat die Band keine ernsthaft satanistischen, sondern eher blasphemische und morbide Texte.
Ihre EP În numele Metalului Est-European ist ein Tribut an die alte osteuropäische Metal-Szene, aus der Törr und Kat auch als Einflüsse Ungods angegeben werden. Obwohl die Band sich nicht auf die norwegische Szene bezieht und keine dieser Bands als Einfluss nennt, sondern auch eine Vielzahl von Bands und Musikrichtungen ohne Black-Metal-Bezug, schrieb Dorian Gorr in seiner Kritik zu Cloaked in Eternal Darkness im Rock Hard, sie behandle „den Black Metal konservativer als der Papst den Katholizismus. Ungeschliffene Härte im Stile früher Darkthrone gibt's auf die Lauscher. Bloß nicht zu ungewöhnlich produziert agieren, bloß nicht von bewährten Themenkomplexen abweichen. Was 20 Jahre lang gut in Norwegen funktioniert hat, kann hierzulande nicht schlecht sein.“ Seine Kollegin Mandy Malon urteilte in ihrer Rezension zu Bewitched by Sins and Lust, die Band sei „schon immer roh und räudig daher[gekommen]“, was sich „zum Glück“ auch auf der neuen Veröffentlichung nicht geändert habe. „Viele Bands, die wie UNGOD schon seit 1991 aktiv sind, klingen heutzutage ja gerne sehr plastisch, sauber und viel zu fett, darum ist es erfrischend, wenn Black-Metal-Bands auch einfach mal echt bleiben können. Die Truppe um Original-Drummer Condemptor ist rhythmisch ziemlich flott und – im guten Sinne – rumpelig unterwegs, präsentiert sich in einem adäquat rotzigen Sound samt dreckiger Vocals und frostiger Melodien.“

## Diskografie
- 1992: Magicus Tallis Damnatio (Demoaufnahme)
- 1993: Circle of the Seven Infernal Pacts (Album, H.S.B. Records)
- 1995: Desaster/Ungod (Split-EP mit Desaster, Merciless Records)
- 1995: Ungod/Cabal (Split-EP mit Cabal, Merciless Records)
- 1995: Conquering What Once Was Ours (EP, Wood Nymph Records)
- 1998: Eternal Darkness/Phallus Cult (Split-EP mit Sadistic Intent, Merciless Records)
- 2002: Magicus Talli Damnatio/Hellfire (Split-EP mit Baxaxaxa, enthält die wiederveröffentlichten Demoaufnahmen beider Bands, Merciless Records)
- 2009: Promo 2009 (Promo-Aufnahme)[17]
- 2009: Ungod (EP, Kneel Before the Master’s Throne Records)
- 2009: Ungod/Mort (Split-EP mit Mort, None Shall Defy)
- 2010: În numele Metalului Est-European (EP, Old Spirit Productions, W.T.C. Productions, Iron Bonehead Productions)
- 2011: Sexual Blood Rites (Split-EP mit Sacrilegious Rite, Obscure Abhorrence Productions, Art of Propaganda)
- 2011: Cloaked in Eternal Darkness (Kneel Before the Master’s Throne Records, Merciless Records)
- 2012: Vestal Claret/Ungod (Split-MC mit Vestal Claret, No Visible Scars)
- 2012: Chaos, Conquest & Defiance (Kompilation, Warfukk Records)
- 2013: Merciless Metal Onslaught (Split-12” mit Protector, Goat Kult Symphonies)
- 2016: Bewitched by Sins and Lust (Album, Final Gate Records)
- 2020: Manifestación del Anticristo (Split-LP/-CD mit Morbosidad, Blasphemous Art Productions)
- 2022: Apocalyptic Mysticism (Split-7” mit Varathron, Iron Bonehead Productions)